# Historia del fútbol en Almería
Los inicios del fútbol en Almería se remontan hacia el año 1909, cuando se fundó el Almería Foot-Ball Club. Desde entonces, el fútbol almeriense ha tenido 2 épocas doradas; una entre 1977 y 1980 con la AD Almería, y otra más posterior desde 2006 hasta 2015 con la Unión Deportiva Almería, ambas con varios años en Primera División.
La U.D. Almería tiene en su haber un 8.º puesto como mejor posición en Primera División, una clasificación a la extinta Copa Intertoto de la UEFA, aunque sin llegar a participar en ella, unas semifinales de Copa del Rey, un subcampeonato de Segunda División B, y un subcampeonato de Tercera División. Hasta la fecha, la U.D. Almería suma un total de 6 temporadas en Primera División, 14 en Segunda División, 6 en Segunda División B y 2 en Tercera División.

## Años 1900
- 1909 En el mes de abril se presentan en el Gobierno Civil los reglamentos de una sociedad denominada Almería Foot-Ball Club, y poco después se crearía la segunda con el nombre de Almería Sporting Club.

## Años 1910
- 1910 El 20 de agosto se organiza la primera edición de la Copa de Almería, con un partido disputado entre el Almería Foot-Ball Club y el Almería Sporting Club, que se proclamó vencedor.
- 1913 La Copa de Almería se traslada a Granada, con victoria de la Sociedad "Sportiva" Sierra Nevada.
- 1914 Fundación del Almería Athletic Club.

## Años 1920
- 1923 El domingo 12 de agosto se inaugura el campo de Regocijos, situado entre la calle del mismo nombre y la travesía de La Palma en una zona llamada la Huerta de las Cámaras. Su construcción se debe a un mecenas, Manuel Martín Cruz, influido por la afición familiar al fútbol. El terreno de juego mide 95 metros de largo por 50 de ancho, no es grande pero sí reglamentario. Por primera vez, los aficionados tienen que pagar para ver el fútbol. El estreno tiene como anfitrión al Almería FC y como invitado al Jaén FC, que se impone por un abultado 1-8. El gol almeriense lo hace Nieto y todos los tantos visitantes los firma Rodríguez.

- 1927 El Sporting apuesta fuerte para despertar la fiebre por el fútbol. Concierta un doble amistoso con un adversario del Norte de África, el Bel Abbessien de Orán, y decide reforzar sus filas con tres jugadores internacionales: los sevillistas Brand y Caballero y, el mejor portero del momento, Ricardo Zamora. La noticia de que Zamora viene a Almería moviliza a los aficionados de la provincia, sobre todo en el segundo de los partidos, jugado el 28 de agosto como cierre estelar de la Feria. Ese encuentro termina con el triunfo del Sporting 1-4. El partido nos deja dos anécdotas. Por un lado, el amago de retirada del equipo argelino en protesta por una decisión del árbitro, tuvo que intervenir el gobernador civil. Se recuerda más la segunda. Zamora se juega el tipo para salvar un gol desde el suelo y pierde un diente al recibir un golpe en el rostro.

- 1928 Tras un momento de esplendor, llega el desencanto. El Sporting Club desaparece. Cuando arranca la Liga de España en Almería nadie se plantea la inclusión en un torneo federado. La llama mantiene viva a duras penas al Club Deportivo Europa, fundado por Pedro Espinar Giménez.

## Años 1930
- 1931: Se crea la primera Federación local de fútbol. La componen Juan Rodríguez, Ángel Peregrín, Manuel Cantón, Ernesto Vila, Antonio Garrido, Antonio Salvador Ibáñez y Juan Nieto. La federación elige a los cuatro mejores conjuntos para medir sus fuerzas en el nuevo campo de Ciudad Jardín. Allí comienza, el domingo 29 de noviembre el primer campeonato de Almería para sociedades no federadas.

El 15 de noviembre nace el Athletic Club de Almería como una selección de los mejores jugadores de la provincia de Almería. Su primer presidente fue Carlos Amigó Barberó. También se funda el Club Deportivo Ferroviario, conocido popularmente como "la Ferroviaria".
- 1932 El 23 de octubre, domingo, a las tres y media de la tarde, se juega por fin el primer partido de verdad para el fútbol almeriense, con puntos, clasificación y objetivos. El estreno oficial tiene lugar en Caravaca de la Cruz. Una invasión de campo evita que el árbitro anule el gol local, marcado con la mano según todas las crónicas. La presentación como local, en el campo de Ciudad Jardín, no puede salir mejor. El Canteras de Cartagena se lleva un rotundo 5-0. El Athletic se pone líder en la segunda jornada.

- 1934 Este año se disputa el Campeonato de España amateur. Ciudad Jardín va a vivir sus mejores tardes. Tras una campaña impecable, con seis victorias, dos empates y solo una derrota, el Athletic llega a la última jornada jugándose en casa el título de campeón del grupo A de la Segunda Regional Murciana. Su rival es el Cieza, el equipo rojiblanco no falla con un 4-0. Finalmente consiguen ascender, tras varios incidentes, en la promoción.

- 1935 Desaparece el Athletic Club de Almería por motivos económicos. En menos de un mes aparece la Unión Deportiva Almeriense, que termina desapareciendo.

- 1939 El 7 de mayo se juega en el campo de Ciudad Jardín el primer partido de fútbol con público en Almería tras el final de la Guerra Civil.

## Años 1940
- 1940 Se crea el Recreativo de Almería, que organiza en mayo su primer torneo, llamado Copa de la Liberación, llamada así en alusión al final de la guerra.

- 1941 El Recreativo juega un amistoso con el segundo equipo del Atlético Aviación, el resultado de este partido fue 0-3 a favor de los madrileños.

- 1946 Almería comienza este año sin equipo en categoría nacional y una lucha fratricida en Regional. La Ferroviaria y el Motoaznar deben dilucidar quién representa a Almería en la Copa del Generalísimo amateur. En la ida empatan a cero en el Estadio de La Falange. En la vuelta el Motoaznar golea por 5-1 a los ferroviarios y avanza en el torneo dos rondas más, hasta los cuartos de final de la fase andaluza.

El CD Ferroviario deja de existir en marzo, no desaparece, cambia de nombre, ahora se llama Unión Deportiva Almería. Viste completamente de blanco. Vuelven a jugar un amistoso con el Atlético Aviación, que el año siguiente ya se llamaría Atlético de Madrid, de nuevo ganan los madrileños por 2-4, pero el Almería ofrece una imagen prometedora.
A mediados de agosto se confirma la inclusión del Almería CF en el grupo XII de Tercera división. El ascenso duplica el número de socios hasta llegar a los 1600. El 8 de septiembre tiene lugar el primer partido oficial del fútbol almeriense en categoría nacional. El rival es la UD Melilla. El autor del primer gol, José García Díaz, es un fichaje de última hora que llega el mismo día del partido. El capitán Antonio Cazorla del equipo Blanco y Dobaños completan el marcador final, un triunfo por 3-1. Esa temporada el Almería termina colista, pero no hay descenso.
- 1947 El Almería CF pasa apuros en Tercera y el Náutico pelea por subir tras quedar campeón de Primera Regional. La situación va a durar poco. El gobernador civil, Manuel Urbina Carrera, toma la decisión de fusionar los clubes y encomienda la misión a José Aznar Jurado. El acuerdo forzoso se anuncia el 26 de febrero. Ese día nace la Unión Deportiva Almería. Su debut es tan afortunado como el de su antecesor. El 2 de marzo vence al Club Deportivo Badajoz en La Falange por 2-1. Zarrita y Saura hacen los goles. La UD Almería prepara muchos cambios. Hay nuevo entrenador, Tomás Castro, que gana el primer título, la Copa Primavera. El 7-0 al CD Antequerano es el triunfo más sonado del torneo.

## Años 1950
- 1951 La campaña 1951-52 va a ser magnífica. Los almerienses salen líderes del lugar más insospechado, el campo de Heliópolis con un rotundo 3-1 al Betis. La goleada pudo ser aún más ruidosa. El árbitro del partido, tachado de local incluso por la prensa sevillana, anula tres goles a los rojiblancos. La marcha del equipo es imparable. El ambiente de la ciudad lo nota. Los entrenamientos se llenan de público. En el viaje a Cádiz se fleta el primer autocar solo para aficionados. Ese partido desde el campo de Mirandilla fue retransmitido por Radio Almería. Artabe firma los dos goles del triunfo. En la jornada 13 la UD Almería ha ganado 11 partidos. La segunda vuelta es más irregular y el equipo rojiblanco se la juega en el último partido y en el peor escenario, el campo del otro aspirante al ascenso. El Real Jaén vence 3-0 y sube a Segunda división.

- 1953 Encontrar un presidente es el primer objetivo de la UD Almería en la temporada 1953-54. Dimitido Lorenzo Gallardo, Rafael Molina declina el ofrecimiento para volver. La Asamblea de socios celebrada en el Círculo Mercantil nombra una comisión para esa búsqueda. Su visita al domicilio del empresario Antonio Olivares parece tener éxito hasta que el presidente de la Cámara de Comercio se lo piensa mejor. Al final la junta directiva sale de la propia comisión. Bernardo Ortega se hace cargo del club y a su lado otro histórico exjugador, Manuel Jover.

En octubre, la Unión Deportiva Almería pasa a denominarse Atlético de Almería.
- 1955 En la temporada 1955-56, el exjugador Luís García Morales regresa como entrenador. Su trabajo es excelente. Sin apenas fichajes, el Atlético asegura su clasificación para la fase de ascenso a Segunda división con un 4-0 al líder, el Córdoba. Angelillo y Morales marcan los goles a pares. En la liguilla, los rojiblancos pagan su mal comienzo en Don Benito y de nada sirve el triunfo final en Melilla. La cuarta plaza les deja fuera.

- 1957 Este año se disputa el primer derbi almeriense en categoría nacional. Lo disputaron el 29 de septiembre el Atlético Almería y el Trafalgar de Adra. Un gol de Quintín resolvió un partido marcado por el respeto, tal y como explica Manolo Román en una crónica. En la jornada 13 los dos equipos almerienses comandan la tabla igualados a puntos. La armonía se rompe por una carta anónima enviada desde Adra a Ronda. La misiva alerta de posibles favores arbitrales al Atlético Almería en su visita al feudo rondeño. El club rojiblanco pide jueces de línea neutrales toda la temporada.

- 1958 El 26 de enero, el autocar del Atlético Almería sale a las once de la mañana de la capital. Se detiene en El Ejido para almorzar y termina su trayecto en Adra. A las cuatro menos cuarto se juega un duelo entre vecinos y aspirantes al ascenso. El gol de López refuerza las aspiraciones del equipo rojibllanco y frena el ímpetu abderitano.

Otra carta anónima con matasellos de Adra enreda las relaciones provinciales. Se recibe en Puente Genil para prevenir sobre un árbitro sevillano enviado para que ganara el Almería. El "espía" anda despistado. Pita un gaditano y el partido acaba en empate. En otra localidad cordobesa, Lucena, se proclama el Atlético campeón con tres jornadas de adelanto. Los últimos partidos en casa sirven para afinar la puntería, 8-1 al Atlético Cordobés y 6-0 al Bastetano. Los rojiblancos se quedan a un solo gol del centenar y son, además, los menos goleados del grupo XI de Tercera. El Trafalgar de Adra pierde su billete para la liguilla en la última jornada.
El Atlético Almería celebra por todo lo alto su primer título de campeón en categoría nacional. A las siete y media de la mañana, los pasacalles de gigantes y cabezudos recorren la ciudad y la fiesta acaba con una cena en un céntrico restaurante. El 13 de mayo se celebra el sorteo que trae suerte a los almerienses. Quedan exentos de la primera eliminatoria de ascenso a Segunda y su rival en la definitiva será un debutante en tercera, el Getafe CF. La espera de casi un mes hasta la promoción se hace más corta con los ensayos ante el Betis, Murcia y Atlético de Madrid, que vuelve a agotar el taquillaje en La Falange.
El 8 de junio los almerienses viven uno de sus días más felices gracias al fútbol. El Atlético Almería aplasta al Getafe CF en el partido de ida con un insalvable 5-1 que supone virtualmente el ascenso. El partido de vuelta es otro recital rojiblanco. Liz, Quintín y Rincón marcan los goles que Matías Prats Cañete, la voz más popular del país, narra para Radio Juventud. El Atlético Almería ascendería, así, a Segunda división.
- 1959 El Atlético Almería incorpora a su plantilla a uno de los mejores delanteros del fútbol español a mediados del siglo XX, Juan Arza.

El descenso estaba a un punto en la penúltima jornada. La derrota en Tenerife obliga al Almería a ganar al Rayo Vallecano y que el Cádiz no lo haga en Murcia para salvarse. El Atlético lanza doce saques de esquina, el gol no llega y se consuma el descenso. Con Lemus en el banquillo y la mitad de la plantilla fuera de la ciudad, el equipo rojiblanco disputa la Copa Sánchez Pizjuán, sin saber que será de su despedida. El Adra se impone 4-1 en Miramar. Fábregas marca el gol del triunfo en La Falange, el último gol del Atlético Almería, ya que tiempo después desaparecería por problemas económicos.

## Años 1960
- 1960 El Adra juega en tercera mientras que el Hispania asume el reto de recuperar la categoría nacional, su primer paso para esto es pasar a llamarse Club Hispania de Almería para reforzar su imagen.

El Hispania se presenta ante la afición en la Feria con un ilusionante 3-1 sobre el Adra. La buena impresión se ratifíca en la primera jornada de Liga, ganan 2-0.
El Hispania juega, golea y gana. La afición vuelve progresivamente Estadio ante el reclamo de un equipo joven y con futuro. La pugna por el liderato con el Marbella es reñida. El partido en terreno marbellí acaba con derrota pero la Federación decreta un empate. Con 0-0 el meta suplente recibe un botellazo en el cuello y Basora evita otra agresión al titular Álvarez. El trío arbitral es apedreado y, debido a la presión ambiental, pita un penalti que anula el comité. La directiva del Hispania pide árbitros neutrales fuera de casa. Eso encarece el presupuesto y provoca un déficit de ciento veinte mil pesetas.
- 1961 El 1 de enero ganan al Puerto 2-3. Ya no cederá el liderato hasta el final. El Hispania se proclama campeón a falta de una jornada. Cierra la temporada con un 5-0 al Tejidos Martín de Ronda. Goros y Román se reparten los goles. Su facilidad rematadora ayuda a marcar 62 tantos en 18 partidos. El registro bien vale un ascenso. La Federación se lo concede sin pasar por la promoción, justificando el ascenso directo "por su deportividad, clasificación y otro méritos". El Río Tinto Balompié es el otro beneficiado. Más tarde se añade otra razón. Son los únicos clubes de Regional que tienen entrenadores titulados.

Con tan solo trece jugadores y los juveniles arranca la Liga en el grupo XI de Tercera. Pepe Jiménez y Martos abren el torneo con un 2-0 al CD Alhaurino. Juan Jiménez decide el reencuentro oficial con el Adra. El líder, la Balompédica Linense, cae en La Falange con dos goles de Martínez y Frasquillo. En Andújar es Joaqui el que amarra los puntos. Hay un marcador difícil de olvidar. En el viejo Arcángel, el Hispania va perdiendo 3-1 con el Atlético Cordobés. Una remontada heroica le lleva a ganar por 3-6. Un gol en el último minuto de Pepe Jiménez en el último minuto decide el derbi ante el Adra. El Hispania se coloca cuarto en la tabla. El Algeciras y el Melilla no fallan y los almerienses se tienen que conformar con una buena temporada.
- 1962 Rafael de Zulueta Melgarejo acepta la presidencia del Hispania el 3 de septiembre. La Liga comienza el día 16. El lunes 10 el Hispania tiene a seis jugadores en su plantilla. El veterano Paco León decide ponerse las botas y ayudar en plena crisis. Con enorme dificultad, el Hispania arranca la temporada y se presenta en Écija, donde pierde 2-0.

Paco León sigue marcando goles con sus 35 años. Le hace dos al Linares en el primer triunfo liguero de esa campaña. El Hispania no vuelve a ganar en un mes. Cuatro derrotas seguidas llevan a Lemus a dimitir. Su recambio será José Sánchez Pérez "Trompi", que se define a sí mismo como "un entrenador de suerte". Debía confiar en ella cuando asegura que es posible acabar en cabeza. El equipo iba penúltimo.
La suerte de Trompi se toma su tiempo, debuta en Fuengirola con un 4-1 en contra y no puede pasar del empate sin goles con el Adra en casa. La directiva toma medidas para reducir el gasto y da seis bajas. Entre los refuerzos apuntamos al portero Roa, Rojo, Falcón, Orozco y Pomeda, que marca en la primera victoria de Trompi en Ronda. León aporta otros dos goles. En la siguiente jornada, el Hispania le endosa siete tantos al CD Iliturgi.
- 1963 El Hispania comienza a encadenar victorias, hasta ocho consecutivas, un ritmo de crucero que le lleva al liderato en la jornada 19. La racha se frena a medias con el empate en Antequera frente al segundo clasificado. Vuelve a ganar cuatro partidos antes de caer en El Arcángel tras completar toda una vuelta invicto, catorce encuentros. En tierras cordobesas, en Priego, los almerienses se proclaman campeones con goles de Falcón y León. El Adra se encuentra a un punto de las eliminatorias de ascenso. El Hispania queda exento en la primera ronda.

Cuatro plazas en segunda división aguardan a los 28 aspirantes de tercera. Otras cuatro dependen de la promoción con los que bajan. El Hispania se juega el ascenso directo con el Onteniente. Pepe Jiménez y Paco León marcan el 2-1 en el partido de ida que el Onteniente iguala con un triunfo por la mínima en su campo. Hay que ir al partido de desempate en terreno neutral. Será en La Condomina de Murcia.
Miles de seguidores almerienses se desplazan a la capital murciana el 9 de junio. Los jugadores del Hispania, más veteranos, acusan el desgaste en un partido que va a durar dos horas. Tras fallar clarísimas oportunidades, el partido y el ascenso se deciden en la prórroga. Un gol de Llácer en el minuto 104 provoca la fiesta valenciana y la desolación más absoluta entre los almerienses. La dimisión de Zulueta, hasta entonces presidente del Hispania, se conoce por una carta en La Voz de Almería.
Francisco Muñoz Rodríguez es el nuevo presidente, con Andrés Troyano de vicepresidente e Indalecio Cazorla como secretario técnico. Antonio Vidal, un exjugador del Atlético de Madrid que llegó a ser internacional, se sienta en el banquillo. Por poco tiempo. En la jornada seis y con 5 puntos en el casillero, el club despide a Vidal. Un profesor de educación física, Salvador Guerrero, es el recambio. La derrota en Adra en el último partido del año deja al Hispania muy tocado. Cazorla, el secretario técnico, da las órdenes y el jugador Bazaco dirige los entrenamientos. La fórmula funciona hasta que un 5-0 en La Rosaleda propicia el fichaje de otro entrenador, Marciano García Arroyo. Con él se termina la temporada en décima posición.
El otro equipo de la ciudad, la UD Pavía, juega por primera vez la fase de ascenso a tercera.
- 1964 En el verano de 1964 el Hispania contabiliza 150 socios. La directiva lanza un S.O.S.: necesitan dos mil. El 27 de julio el club pasa a llamarse Club Deportivo Almería. Con Paco León como asesor técnico se elige a un entrenador cuyo nombre aún es recordado: Constantino Santiago Errazquín.

Los dos primeros goles de la temporada se los marca Larache al Adra. Sin muchos altibajos, el equipo llega al ecuador liguero a cinco puntos de la zona de ascenso. La remontada de la segunda vuelta es imparable. La preparación física se nota en el tramo decisivo. Siete victorias seguidas llevan al CD Almería a la tercera plaza a falta de cuatro jornadas. Gana tres partidos más y logra el segundo puesto.
El primer rival de la fase de ascenso es el Sans de Barcelona. El 2-0 de la ida en La Falange parece definitivo. En el campo de Sarriá, miles de emigrantes almerienses en Cataluña arropan al equipo de su tierra. Si apoyo no evita la derrota por dos goles que fuerza el partido de desempate. Esta vez será en el campo de Varrejo de Valencia. Larache marca el gol que vale el pase a la ronda definitiva. El FC Cartagena es el rival. La derrota en casa por la mínima no es insalvable. Errazquín se teme lo peor y alinea a seis delanteros en la vuelta, ningún es capaz de ver puerta. El 0-0 en casa es otra desilusión difícil de encajar. La junta directiva dimite y da la carta de libertad a toda la plantilla.
- 1967 El CD Almería se vuelve a clasificar para la liguilla de ascenso. Exento en la primera ronda, el rival definitivo es la Ponferradina. En la ida los rojiblancos ganan con un 2-0 que levantan esperanzas, en la vuelta, el Almería cae por 6-3. Al descanso ya perdía por 3-0. La reacción almeriense llega en la última media hora, con un humillante cinco a cero en el marcador. Dos goles de Tapia dan esperanzas. Tras el sexto gol de la Ponferradina, otro tanto de Borrego provocó un acoso estéril en los últimos minutos.

- 1969 El jueves 10 de abril desaparece el Club Deportivo Almería.

## Años 1970: LaAgrupación Deportiva Almería
- 1971 La Agrupación Deportiva Almería se fundó en el verano de 1971. Comenzó en la categoría de Regional Preferente andaluza, ocupando la plaza que ostentaba la U.D. Pavía en dicha competición, tomando además la mayoría de sus jugadores e incorporando otros procedentes sobre todo del Plus Ultra C.F. y también del C.D. Arenas.

- 1978 El Almería se proclama campeón de Segunda División B (de nueva creación) tras una campaña espléndida, y por lo tanto asciende a la Segunda División de España

- 1979 En la temporada 1978-1979, concretamente el día 10 de junio de 1979, el club asciende a Primera División tras golear 3-0 al Castellón, y finalizando 1.º en la tabla clasificatoria. Siendo recién ascendido, se proclamó campeón de Segunda División. La AD Almería debuta en Primera División el sábado 8 de septiembre de 1979 frente al RCD Español en el Estadio de Sarriá, una alocada segunda mitad le costó a los rojiblancos un serio correctivo: 5-2. La primera victoria de la AD Almería llegaría tan solo una semana después, ante el Real Zaragoza por 1-0. Cerró su temporada en Primera División empatando a 1 con el FC Barcelona en el Estadio Franco Navarro y acabando décimo en la tabla clasificatoria, una gran clasificación para un recién ascendido.

La Agrupación constaba de la siguiente plantilla en su primera temporada en la liga de las estrellas: Abarca, Andújar, R. Arias, B. Camacho, B. César, J. Contreras, G. Corral, M. Durán, M. Garay, Lobato, O. López, R. Martínez, Maxi, Murua, Odair, Paniagua, Paquito M.G., Pavón, Piñero, Rolon, Rozas, Serran, Tarrés, Vila Bosch y Juan Rojas. Este último fue capitán en la pequeña andadura por la Primera División Española. Además el actual capitán de la Unión Deportiva Almería, José Ortiz, celebró el logrado ascenso frente a la Ponferradina llevando la camiseta de Juan Rojas en honor a dicho capitán y jugador querido en toda la provincia de Almería.
En la primera temporada del equipo, este se enfrentó en la jornada 4 al Real Madrid C. F. en el Estadio Franco Navarro, que posteriormente se llamaría Estadio Municipal Juan Rojas, empatando a 1. En el partido de vuelta el Real Madrid ganó 4-1 a una Agrupación un tanto tocada. En la jornada 17 se enfrentó al F.C. Barcelona en el estadio Camp Nou perdiendo 2-0. Cerró su temporada en Primera División empatando a 1 con el Barça en el Franco Navarro y acabando en clasificación 10.º. 
- 1982 Su segunda temporada no fue lo que se esperaba y acabó 18.º, el equipo descendió a Segunda División de España. Una Agrupación que desapareció a causa de los problemas económicos que arrastraba en 1982. El último gol que la Agrupación Deportiva Almería metió en Segunda División antes de desaparecer, fue contra el Oviedo en casa y lo hizo Manolín, alcalareño y ex-sevillista.

## Años 1980: ElClub Polideportivo Almería
- 1983 El Club Polideportivo Almería se fundó en el año 1983. Comienza a competir en la Regional Preferente andaluza, consiguiendo en una sola temporada el ascenso a la Tercera división española.

- 1984 El debut en la nueva categoría se produce en 1984 y tras dos temporadas ocupando los primeros puestos de la clasificación.

- 1986 En el año 1986 logra el ascenso a la Segunda división B española tras proclamarse campeón de Tercera.

Tres temporadas consigue mantenerse en la nueva categoría: la primera salvado del descenso por una reestructuración, la segunda con ciertos apuros, descendiendo finalmente en 1989 de nuevo a la Tercera división española y con graves problemas económicos que casi hacen desaparecer a la entidad. Finalmente el equipo sale a competición, aunque debido a la falta de planificación queda clasificado en mitad de la tabla.
- 1994 Una vez recuperada la categoría en 1994, se abre un período de siete temporadas consecutivas en la división.

En las primeras temporadas el equipo tuvo algunos altibajos, y en la cuarta temporada en la categoría no tuvo el sufrimiento final de la anterior, pero tampoco fue buena, aunque se consigue el objetivo de la permanencia. La quinta fue sin embargo la temporada de la consecución por vez primera en la historia del club de la disputa de la fase de ascenso a la Segunda División Española, pero no se logró el objetivo del ascenso aunque se peleó casi hasta el final. 
- 1999 En la temporada 1999/2000 se parte como uno de los favoritos para repetir los logros de la campaña anterior, pero al final no se consigue al quedar quinto y a un solo punto del cuarto clasificado, por lo que queda fuera de la liguilla de ascenso; aunque la gran anécdota de la temporada fue sin duda la eliminatoria de dieciseisavos de final de la Copa del Rey disputada frente al FC Barcelona, jugándose los dos partidos más importantes de la historia del club (0-0 en la ida, en Almería y 2-0 en la vuelta en Barcelona, goles conseguidos en los últimos 5 minutos de partido), además de un respiro económico.

Se retiró de la competición a causa de los problemas económicos que tenía el club, y en cierto modo para dar lugar a la Unión Deportiva Almería junto al Almería C.F. No obstante, el club no desapareció y continúa su actividad en la actualidad.

## Años 1990: ElAlmería Club de Fútbol
- 1989 El club nace en 1989. Participó durante tres temporadas en la Regional Preferente de Almería hasta que logró subir a la Tercera División Española en 1992.

- 1993 Permanece una temporada en esta categoría y en 1993 se consigue el ascenso a la Segunda División B de España.

- 1995 Tras consolidarse en una primera campaña muy sufrida, en la siguiente se logra uno de los principales objetivos del club que no era otro que el ascenso a la Segunda División de España en 1995. Se convertía entonces en la entidad más joven en participar en la Liga de Fútbol Profesional.

- 1997 Tras dos temporadas cargadas de ilusiones, una mala planificación lleva al club al descenso a la Segunda División B de España en 1997.

- 1999 A pesar de tener una de las mejores plantillas de la categoría, no se logra el objetivo de luchar por el ascenso y en la segunda temporada en la categoría de nuevo la mala planificación lleva al club al descenso a la Tercera División Española en 1999.

- 2000 Este momento supone un punto de inflexión y, con un equipo plagado de jugadores almerienses, se consigue retornar a la Segunda División B de España en el año 2000.

En el año 2001 la entidad cambia de denominación, pasando a llamarse Unión Deportiva Almería, y consiguiendo así la unidad del fútbol almeriense, ya que el Club Polideportivo Almería se retiró de la competición en ese mismo año.

## Años 2000: LaUnión Deportiva Almería
- 2001 La temporada del regreso a dicha categoría se salda finalmente con la permanencia no sin dificultades, y con el cambio de denominación de la entidad, que supone el inicio de un nuevo proyecto deportivo más ambicioso con el apoyo de toda la ciudad, la Unión Deportiva Almería.

La denominación de Unión Deportiva Almería se estrenó, de forma oficiosa, el día 10 de enero de 2001 en un partido oficial frente al Cádiz, correspondiente al grupo cuarto de Segunda División B. Más de ocho mil personas se daban cita en las gradas del campo municipal Juan Rojas, poniéndose así de manifiesto la identificación de la afición con el nuevo proyecto deportivo. La vieja aspiración del fútbol almeriense de contar con un club representativo de la capital que aglutinara a toda la afición, se cumplía.
En cualquier caso la Unión Deportiva Almería no sería oficial hasta el 28 de junio de 2001, cuando el Almería Club de Fútbol aprobaba en su Junta General de Accionistas el cambio de denominación.
- 2002 Así, la siguiente temporada trajo consigo la sorpresa de un nuevo ascenso a la Segunda División de España en 2002.

La primera temporada de esta nueva etapa en la categoría se consigue salvar con la permanencia pasando apuros hasta el final. La siguiente, por el contrario, ofreció dos caras bien distintas: de equipo revelación a candidato al descenso de categoría, pero el equipo siguió luchando hasta conseguir la permanencia de nuevo con ciertos problemas. 
- 2004 La tercera temporada consecutiva en la Segunda División de España supone la consolidación en la categoría, aunque no de manera muy holgada, pero que posibilita que la campaña siguiente se produzca un salto de nivel y el equipo ocupe los puestos altos de la clasificación con posibilidades de ascenso hasta casi el final de la liga.

- 2006 Tras una quinta temporada consecutiva en la Segunda División de España se alcanza, de manera espectacular, el sueño del ascenso a la Primera División de España el 19 de mayo de 2007, de forma matemática a falta de cuatro jornadas para el final de la competición, al vencer por 3-1 a la SD Ponferradina.

- 2007 En su primera temporada en Primera División logró cuajar una excelente campaña, consiguiendo la permanencia matemática al empatar 1-1 contra el Betis, a falta de tres jornadas para terminar el campeonato y, finalmente, quedando octavo en la tabla clasificatoria. Protagonizó varias goleadas: el 0-3 al Deportivo de La Coruña, el 1-4 al Sevilla, y el 1-3 al RCD Español, además del 2-0 al Real Madrid. El club fue galardonado con la distinción de "Segundo mejor equipo Revelación de la Liga BBVA".

- 2008 El club ficha a Pablo Piatti, futbolista argentino, por unos 7 millones de €, pasando a ser el fichaje más caro de la historia del club.[4] Además, Álvaro Negredo se convirtió en el pichichi del equipo con 19 goles y en uno de los máximos goleadores de la Liga, siendo convocado por la Selección Española. Finalmente, el Almería quedó clasificado en un meritorio undécimo lugar, de la mano del entrenador mexicano Hugo Sánchez, quien llegó a mitad de temporada en sustitución de Gonzalo Arconada.

- 2009 El Almería traspasa a Álvaro Negredo al Real Madrid al hacer efectiva la opción de recompra de alrededor de 5 millones que tenía el club blanco. El conjunto almeriense consigue la permanencia por tercera vez consecutiva en Primera División, a falta de 2 jornadas para el final de Liga. Fue en el partido correspondiente a la jornada 36 de la Liga BBVA, el Almería ganó 4-2 al Villarreal CF en un estadio casi lleno y con un ambiente ejemplar, con Juan Manuel Lillo como entrenador.

## Años 2010
- 2010 Cuarta y última temporada consecutiva del Almería en Primera División, ya que el equipo descendió a Segunda, ocupando la posición de colista. Consumó su descenso matemático el 7 de mayo de 2011, tras perder 2-0 frente al Getafe, a falta de 3 jornadas para el final de la Liga. Eran los frutos de una mala planificación con malos refuerzos y el paso de 3 entrenadores distintos por el banquillo.

- 2011 A pesar del descenso de categoría, se logró uno de los mayores éxitos en la historia del club: Llegar a unas Semifinales de Copa del Rey, frente al FC Barcelona, tras vencer por 4-2 en el resultado global al Deportivo de La Coruña.

- 2011-2012 El Almería vuelve a Segunda División tras su descenso de la Liga BBVA. El 1 de junio de 2011 se anuncia que el entrenador elegido para sustituir a Roberto Olabe es el joven entrenador argentino Luis Zubeldía, sin embargo, la RFEF no le concedió la licencia para entrenar en España, ya que no había entrenado 3 temporadas completas en su país. De este modo, el Almería contrató como entrenador al granadino Lucas Alcaraz, que regresó a la capital almeriense 13 años después. Pero , a pesar de un buen inicio de campaña el equipo se vino abajo y estuvo 10 jornadas sin ganar, hecho que le costó el puesto como entrenador siendo sucedido por Esteban Vigo, el cual no pudo remontar la situación

- 2012-2013 El Almería comandado por Javier Gracia, asciende a la Liga BBVA gracias a la experiencia ofrecida por Miguel Ángel Corona y Fernando Soriano como capitanes del equipo y la juventud aportada por jugadores como Jonathan Zongo, Aleix Vidal o el cedido en el mercado invernal Iago Falqué. Quedó como tercer clasificado en la fase regular (dependiendo de sí mismo hasta la última jornada, perdiendo el choque directo con el Villarreal CF) y ascendiendo en la Promoción eliminando en primer lugar a la UD Las Palmas y posteriormente al Girona FC.

- 2013-2014 Esta temporada se inicia con el técnico almeriense Francisco Rodríguez, unos de los jugadores más reconocibles y quinto máximo goleador histórico del conjunto rojiblanco. A pesar de que llegan algunos refuerzos de futbolistas jóvenes, como por ejemplo Suso Fernández, cedido por el Liverpool FC, el equipo parte con una base muy débil, más de la mitad del equipo titular es la base del año anterior en Segunda División, hecho que lleva al equipo almeriensista a no ganar durante las primeras 10 jornadas de liga, no obstante, Francisco es capaz de enderezar la situación y finalmente logra la permanencia más épica de la historia del club, siendo calificada por algunos medios como "salvación milagrosa".[5]

- 2014-2015 Segunda temporada con el técnico almeriense Francisco Rodríguez al mando del conjunto indálico. Sin apenas cambios respecto al agónico año anterior, Alfonso García decide dar continuidad a un proyecto que había demostrado claras flaquezas, y en la jornada 14 tras la derrota por 5 - 2 frente a la SD Eibar decide despedir a Francisco de manera sorpresiva, estando el equipo fuera de los puesto de descenso a segunda división. Toma el mando del primer equipo como técnico interino Miguel Rivera, el cual dirige un único encuentro, tras el cual llega el entrenador Juan Ignacio Martínez que dirige al equipo durante 14 jornadas antes de ser también despedido para contratar al técnico Sergi Barjuan, el cual a pesar de unos buenos nueve últimos partidos y un notable trabajo, no consigue la permanencia y se confirma el descenso del Almería a segunda división en la última jornada frente al Valencia CF.